# Маркус Гаслер
Маркус Хаслер (народився 3 жовтня 1971, Ешен ) — ліхтенштейнський лижник, який виступає з 1992 року. Його найкращим результатом на Кубку світу стало третє місце в спринтерській гонці в Італії в 2001 році. також брав участь у п'яти зимових Олімпійських іграх, заробивши свій найкращий фініш на 11-му місці в подвійній гонці переслідування на 15 км + 15 км у Турині в 2006 році . Його найкращим результатом на Чемпіонаті світу з гірськолижного спорту FIS стало четверте місце в десятцікм + 10км подвійного переслідування у Валь ді Фієльбе у 2003р.